# Liste der Bodendenkmäler in Inzell
Auf dieser Seite sind die Bodendenkmäler in der oberbayerischen Gemeinde Inzell zusammengestellt. Diese Tabelle ist eine Teilliste der Liste der Bodendenkmäler in Bayern. Grundlage ist die Bayerische Denkmalliste, die auf Basis des Bayerischen Denkmalschutzgesetzes vom 1. Oktober 1973 erstmals erstellt wurde und seither durch das Bayerische Landesamt für Denkmalpflege geführt wird. Die folgenden Angaben ersetzen nicht die rechtsverbindliche Auskunft der Denkmalschutzbehörde.

## Bodendenkmäler in Inzell
| Lage       | Objekt | Akten-Nr.     | Bild |
| ---------- | --- | ------------- | ---- |
| (Standort) | Burgstall des hohen oder späten Mittelalters. | D-1-8242-0104 |      |
| (Standort) | Untertägige mittelalterliche und frühneuzeitliche Befunde im Bereich der Kath. Pfarrkirche St. Michael in Inzell und ihrer Vorgängerbauten.                                                                                        | D-1-8242-0105 |      |
| (Standort) | Untertägige mittelalterliche und frühneuzeitliche Befunde im Bereich der Kath. Filialkirche St. Nikolaus im Oberland in Einsiedl und ihrer Vorgängerbauten.                                                                        | D-1-8242-0110 |      |
| (Standort) | Untertägige mittelalterliche und frühneuzeitliche Befunde im Bereich der Kath. Filialkirche Mariä Himmelfahrt in Niederachen und ihrer Vorgängerbauten sowie abgegangenes Schloss „Innzl“ des Mittelalters und der frühen Neuzeit. | D-1-8242-0117 |      |

## Ehemalige Bodendenkmäler in Inzell
| Lage       | Objekt                                        | Akten-Nr.     | Bild |
| ---------- | --------------------------------------------- | ------------- | ---- |
| (Standort) | Burgstall des hohen oder späten Mittelalters. | D-1-8242-0103 |      |